# 華陽院

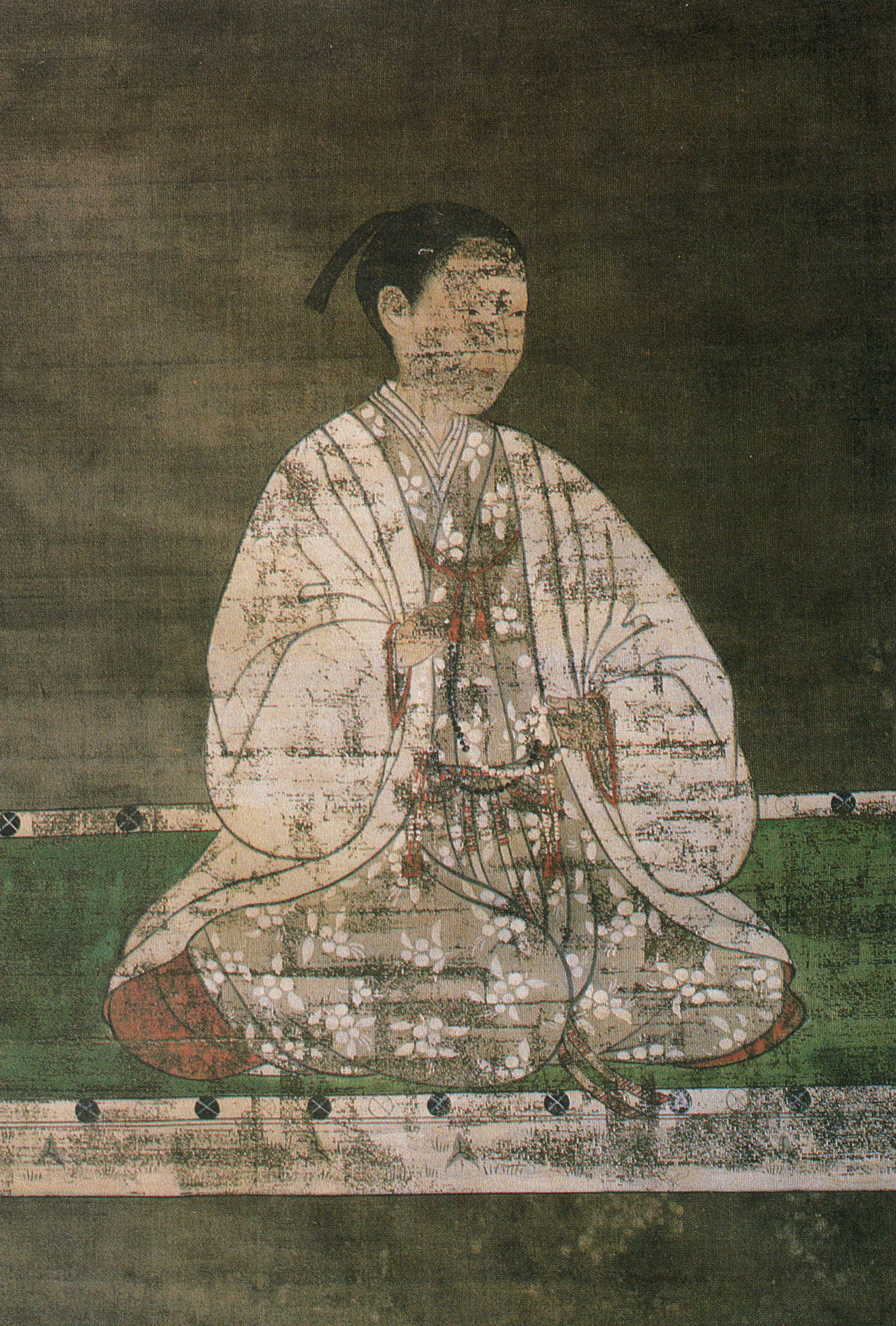
華陽院像（龍拈寺蔵）

華陽院（けよういん、永正3年（1506年） - 永禄3年5月6日（1560年5月30日））は、戦国時代の女性。水野忠政の妻、のちに松平清康、星野秋国、菅沼定望、川口盛祐に嫁ぐ。実名は「於富の方」あるいは「於満の方」などといわれている。徳川家康の祖母。

## 出身
- 江州佐々木氏流の尾張・青木加賀守弌宗の娘
- 尾張・宮野善七郎（『尾張志』）
- 三河寺津の城主・大河内左衛門佐元綱の養女、または実の娘（政局は甥と伝わる）
- 川口家々譜によれば大河内但馬守満成の娘

など様々な説がある。

## 生涯
明応元年（1492年）に誕生。
はじめ、三河国刈谷城城主・水野忠政に嫁いで水野忠重や於大の方ら3男1女を生む。ところが、隣の岡崎城城主・松平清康がその美しさに目をつけて、松平氏が水野氏を破ったときの講和条件として譲り受けたといわれている。(しかし、伝えられている松平清康（天文4年（1535年）死亡）との再婚が事実とすれば、これ以後の出生と考えられる忠分や忠重の母ではない事になり矛盾が生じる。平野明夫は自書「三河松平一族」において所生の子供たちの生年から検討した結果、於富の方と松平清康との再婚は有り得ないと考証、結論している）。清康の死後、星野秋国、菅沼定望、川口盛祐といった三河の諸豪族に次々に嫁ぐが、いずれも夫に先立たれている。
その後、駿河国の大名・今川義元を頼って駿府に入り、出家して源応尼（げんおうに）と名乗る。松平竹千代（後の徳川家康、清康の先妻の子である松平広忠と娘である於大の方との間に生まれた子）が今川氏の人質として駿府に送られると、義元に乞うて竹千代が元服するまでの8年間、その育成にあたった。
永禄3年（1560年）、死去。華陽院の墓は静岡市葵区鷹匠2丁目24番18号の玉桂山華陽院（浄土宗）にある。この寺は元、知源院とよばれていたものを華陽院の法名により改めたものであり、境内には華陽院の墓のほか、3歳で歿した家康の五女市姫の墓もある。法名は華陽院殿玉桂慈仙大禅尼。豊橋市の龍拈寺と刈谷市の楞厳寺には、華陽院の肖像画が現存している（共に市指定文化財）。

## 華陽院の子
- 水野忠政との子
  - 水野忠守
  - 於大の方（松平広忠室、久松俊勝室。徳川家康、松平定勝らの母）
  - 水野信近
  - 水野忠分（「水野氏法名一覧」によれば三昭貞富禅定尼の子とも）
  - 水野忠重（「水野氏法名一覧」によれば本樹院殿栄岩宗盛大姉の子とも）
- 松平清康との子とされる人物
  - 碓井姫（松平政忠室、酒井忠次室。松平康忠、酒井家次、本多康俊らの母）
  - 松平信康 (源次郎)
- 川口盛祐との子
  - 川口宗吉

## おもな登場作品
- 徳川家康（1983年、NHK大河ドラマ）、演：八千草薫
- 麒麟がくる（2020年、NHK大河ドラマ）、演：真野響子